# King’s Bounty: Принцесса в доспехах
«King’s Bounty: Принцесса в доспехах» (англ. King's Bounty: Armored Princess) — приключенческая компьютерная ролевая игра в фэнтезийном стиле, созданная компанией Katauri Interactive, продолжение саги «King’s Bounty: Легенда о рыцаре». Издатель — фирма 1С. Игра появилась на прилавках 10 апреля 2009 года.

## Описание
В роли принцессы Амели игроку предстоит отправиться в странствие по Теане, чтобы отыскать прославленного рыцаря и наставника принцессы Билла Гилберта. На пути героини станут армии ужасных монстров, огромные чудовища и раса кровожадных ящеров. Но у игрока найдётся, что противопоставить врагу. Различные навыки и способности Амели, а также возможность свободного полёта позволят преодолеть любые трудности, кроме того, в пути героиню будет сопровождать настоящий ручной дракон. В начале путешествия этот зверь маленький и забавный, но его способности будут стремительно развиваться, и, возмужав, он станет крайне опасен. В битве он будет отважно защищать свою принцессу всеми доступными способами, начиная от простых ударов и заканчивая боевым безумием и пробуждением вулканов, а также поможет в поиске сокровищ.
Героиня должна преодолеть все опасности неведомого мира и вернуться домой, чтобы отстоять родную столицу в сражении с огромной армией демонов, осадившей город.
Расширенная и дополненная версия «Принцессы в Доспехах» (вобравшая в себя помимо прочих новинок официальная модификация «Мешок Подарков»), вышла как часть дополнения «King’s Bounty: Перекрёстки миров» и является самой крупной из трёх кампаний, вошедших в дополнение.

## Сюжет
Ваш родной мир Эндорию захватили демоны во главе с Баалом, архидемоном, которого в первой части победил Билл Гилберт. Сам великий рыцарь улетел на поиски мира Теаны. И, чтобы вернуть его обратно, верховный маг королевства Дарион хочет уничтожить древний артефакт, Часы Времени, и самому отправиться в Теану. Но Амели — главная героиня и дочь короля Марка Леонара — сама разбивает артефакт и переносится в другой мир. Прибыв туда, она узнаёт, что Билл Гилберт здесь не появлялся, и, чтобы вернуться назад, ей нужно собрать все восемь камней Теаны, чтобы получить возможность узнать у здешних богов, где находится Билл Гилберт.
Часть камней по-прежнему находится в одноимённых храмах (надежды, радости, любви и печали), остальные четыре камня принадлежали императору людей на Теане. Однако советник императора Деменион при помощи праящера Ктаху и эльфийского чародея Зилгадиса устраивает переворот, в результате которого император погибает, но его единственный наследник Фридрих выживает и бежит вместе с одним камнем на остров Дебир, куда и попадает Амели. Другие три камня Деменион делит между собой, Ктаху и Зилгадисом. Время в родном мире принцессы замедляется настолько, что принцесса успевает за много дней посетить все части мира Теаны и вернуться домой буквально через несколько мгновений после того, как его покинула. В финале Амели вместе с Биллом Гилбертом должны дать отпор Баалу.

## Нововведения
Новые существа: Небесный Страж, Тролль, Королевский Грифон, Демонолог, Ассасин, раса ящеров: Гобот, Взрослый Гобот, Горгул, Горгуана, Хайтеррант, Бронтор, Чоша, Тирекс. У демонов появился палач, у гномов — бригадир и дроиды, у людей — паладин.
Дракончик — верный спутник принцессы Амели. Его можно использовать в бою один раз за раунд, выбрав одно из доступных умений, при условии, что у принцессы достаточен для этого уровень Ярости — своеобразного эквивалента маны. Ярость копится постепенно во время боя, по мере того, как отряды обмениваются ударами: чем больше существ погибает при атаке, тем больше прирост Ярости. Если же с одного удара уничтожен весь отряд, уровень Ярости увеличивается сразу вдвое. Чем лучше развита у Дракона выбранная для атаки способность, тем больше Ярости она требует, соответственно и отдыхать питомец будет дольше. Вызвать его во время отдыха нельзя, самые мощные атаки могут потребовать последующего отдыха в течение пяти и больше раундов. Однако, используя заклинание «Разбудить дракона», можно обходить это ограничение и вызывать помощника даже два раза за раунд. По сюжету, ручные драконы- детёныши не простых, а Великих Драконов, умеющих летать промеж миров и общаться с богами на равных. В сражениях Дракон получает опыт и развивает свои способности.
Ящеры населяют Теану со стародавних времен. С глубокой древности они чтут и соблюдают свои кровожадные традиции, а поэтому многие расы не желают иметь с ними дел. Воинов ящеров контролировать чрезвычайно трудно, поскольку они неистовы и ужасны. Однако тот, кто сможет поладить с этими монстрами, обретет сильных союзников. Горгуаны, практикующие кровавые ритуалы, хорошо защищённые Бронторы и Тирексы, торчащие из-под земли Чоши, порождающие и усиливающие армии Гоботов (слепых зубастых червей, путешествующих под землёй через всё поле боя) — очень мощные воины.
Войска ящеров: Горгул, Горгуана, Гобот, Взрослый Гобот, Чоша, Хайтерант, Бронтор, Тирекс.
Супербоссы — огромные и очень опасные создания, они занимают половину арены и способны в одиночку справиться с целой армией. Всего их семь: робот Бурильщик, огромный паук, гигантская жаба Дерсу-Кумату, таинственный Зилгадис, осьминог Белый Кракен, праящер Ктаху и Архидемон Баал. При виде них Ручной дракончик принцессы теряет самообладание и отказывается участвовать в сражении. Каждый такой противник — это тактическая головоломка. Каждый из супербоссов обладает уникальными способностями и особой манерой ведения боя.
Магия Странствий — наследие исчезнувшей в незапамятные времена расы могучих магов — Странников. Она не принадлежит ни к одной из магических школ. Свитки с таинственными заклинаниями были обнаружены при исследовании единственной уцелевшей постройки загадочной расы — Башни Странника.
Лучшие чародеи не смогли разгадать секрет магии Странников, а лишь научились копировать свитки с заклинаниями, поэтому встречаются они довольно редко, а стоят очень дорого. Выучить или усовершенствовать ни одно из заклинаний Странствий нельзя. Использовать Магию Странствий можно, только находясь на карте, но не в бою. Каждое заклинание дает герою определённый бонус на одно или несколько предстоящих сражений, например повышает интеллект или добавляет к армии отряд существ высокого уровня.

## Рецензии
| Сводный рейтинг    | Сводный рейтинг |
| Агрегатор          | Оценка          |
| ------------------ | --------------- |
| GameRankings       | 80,83 %         |
| Metacritic         | 82/100          |
| Иноязычные издания |                 |
| Издание            | Оценка          |
| Eurogamer          | 8/10            |
| Game Informer      | 8,75/10         |
| GameSpot           | 8/10            |
| RPGamer            | 3/5             |
| Gaming Nexus       | 8,5/10          |
| GameStar           | 83/100          |
| Multiplayer.it     | 8,2/10          |

Игра имеет рейтинг 83/100 на Metacritic и 80,83 % на GameRankings. Алек Меер из Eurogamer присвоил игре оценку 8/10. Бретт Тодд из GameSpot также присудил ему такую же оценку, высоко оценив игровой процесс и персонажей, критикуя качество изображения и звука. Адам Бейсенер из Game Informer дал ей оценку 8,75 / 10, сравнив её игровой процесс с классической игрой Heroes of Might and Magic. Анна-Мари Нойфельд оценила как 3/5, высоко оценив стратегический игровой процесс и критикуя его за высокую сложность. Тайлер Сагер дал 8,5 баллов из 10, назвав солидной отдельной игрой в серии King’s Bounty.

## Саундтрек
В саундтреке игры использована музыка из King’s Bounty: Легенда о рыцаре, созданная студией TriHorn Productions и Михаилом Костылевым (Lind Erebros), а также добавлены новые композиции под авторством Михаила Костылева:
| №   | Название           | Автор(ы)        | Длительность |
| --- | ------------------ | --------------- | ------------ |
| 1.  | «Древняя гробница» | Михаил Костылев | 1:30         |
| 2.  | «Армия рассвета»   | Михаил Костылев | 2:54         |
| 3.  | «Балрог»           | Михаил Костылев | 2:43         |
| 4.  | «Темная пещера»    | Михаил Костылев | 2:43         |
| 5.  | «Остров Мертвых»   | Михаил Костылев | 3:31         |
| 6.  | «Логово Демонов»   | Михаил Костылев | 2:35         |
| 7.  | «Страна грез»      | Михаил Костылев | 4:06         |
| 8.  | «Земли ящеров»     | Михаил Костылев | 2:17         |
| 9.  | «Священный поход»  | Михаил Костылев | 2:10         |
| 10. | «Обманный манёвр»  | Михаил Костылев | 2:07         |
| 11. | «Сумеречный мост»  | Михаил Костылев | 2:19         |